# Titularerzbistum Achrida
Das Erzbistum Achrida (italienisch arcidiocesi di Acrida, lateinisch Archidioecesis Achridensis) ist ein Titularerzbistum der römisch-katholischen Kirche.
Die heutige Stadt Ohrid (kyrill. Охрид, albanisch Ohri respektive Ohër, griechisch Αχρίδα Achrida) ist eine Stadt und eine Gemeinde im Südwesten Mazedoniens, am östlichen Ufer des Ohridsees gelegen. Die Vorgängerin war die antike Stadt Lychnidos, hier liegt auch der Grundstein des Erzbistums Ohrid.
| Titularerzbischöfe von Achrida |                                 | |                    |                   |
| Nr.                            | Name                            | Amt | von                | bis               |
| 1                              | Basilio Matranga OSB            | | 7. Oktober 1726    | 1748              |
| 2                              | Leopoldo Angelo Santanchè OFM   | Apostolischer Vikar von Santo Domingo (Dominikanische Republik) Apostolischer Vikar von Konstantinopel (Osmanisches Reich) | 8. März 1871       | 3. April 1876     |
| 3                              | Andrea Aiuti                    | Apostolischer Delegat in Indien Sekretär der Kongregation für die Verbreitung des Glaubens                                 | 31. März 1887      | 12. Juni 1893     |
| 4                              | Raffaele d’Ambrosio OFM         | Alterzbischof von Tirana-Durrës (Osmanisches Reich)                                                                        | 14. Juli 1893      |                   |
| 5                              | Michael Kelly                   | Koadjutorerzbischof von Sydney (Australien)                                                                                | 16. Juli 1901      | 17. August 1911   |
| 6                              | Angel María Pérez y Cecilia OCD | Koadjutorerzbischof von Verapoly (Britisch-Indien)                                                                         | 18. Juni 1915      | 18. Oktober 1918  |
| 7                              | Jan Feliks Cieplak              | Weihbischof in Mahiljou Apostolischer Administrator in Mahiljou (Weißrussische Sozialistische Sowjetrepublik)              | 28. März 1919      | 14. Dezember 1925 |
| 8                              | Cleto Cassani                   | emeritierter Erzbischof von Sassari (Königreich Italien)                                                                   | 1. Juli 1929       | 11. März 1939     |
| 9                              | Alexandre Vachon                | Koadjutorerzbischof von Ottawa (Kanada)                                                                                    | 11. Dezember 1939  | 22. Mai 1940      |
| 10                             | Emile Maurice Guerry            | Koadjutorerzbischof von Cambrai (Frankreich)                                                                               | 31. Mai 1940       | 2. Dezember 1952  |
| 11                             | José Humberto Quintero Parra    | Koadjutorerzbischof von Mérida (Venezuela)                                                                                 | 7. September 1953  | 31. August 1960   |
| 12                             | Miguel Paternain CSsR           | Altbischof von Florida (Uruguay)                                                                                           | 21. September 1960 | 19. Oktober 1970  |
| 13                             | Mario Schierano                 | Militärerzbischof von Italien (Italien)                                                                                    | 28. August 1971    | 28. Oktober 1990  |
| 14                             | Varkey Vithayathil CSsR         | Apostolischer Administrator von Ernakulam-Angamaly (Indien)                                                                | 11. November 1996  | 19. April 1997    |